# Ali Haydar Kaytan
Ali Haydar Kaytan, né le 26 mars 1952 dans la province de Dersîm (Tunceli) et mort le 18 novembre 2021[réf. nécessaire], est un militant politique kurde de Turquie. 
Il est l'un des membres fondateurs et des dirigeants principaux du Parti des travailleurs du Kurdistan ainsi que l'un des membres du comité exécutif de la Koma Civakên Kurdistan.

## Biographie

### Un membre fondateur
Alors qu'il est étudiant à l'université d'Ankara, Ali Haydar Kaytan fait partie, dès 1973, du tout premier groupe des « révolutionnaires du Kurdistan », avec Haki Karer, Baki Karer, Fehmi Yilmaz et Ibrahim Aydin, en fait alors un cercle d'étudiants, réuni autour d'Abdullah Öcalan. Ils seront ensuite rejoints par Cemil Bayık, Duran Kalkan, Mehmet Hayri Durmuş, Mazlum Doğan et d'autres,,.
Il participe au congrès fondateur du PKK, qui se déroule les 26 et 27 novembre 1978 dans le petit village de Fis (district de Lice, province de Diyarbakir).

### Un rôle central et polyvalent
Dans l'organisation, Ali Haydar Kaytan est connu sous le nom de code de « Fuat », et membre du comité central du PKK. En 1981, il fait partie, avec Baki Karer, Resul Altinok, Çetin Güngör et Kesire Yildirim, du premier groupe de cadres dirigeants à être envoyés en Europe pour y organiser le travail politique de propagande, de formation et de recrutement.
En 1989, il est arrêté et jugé lors de la série des « procès de Düsseldorf », en même temps que dix-huit autres militants, dont Duran Kalkan, lui aussi membre du comité central du PKK, et Hüseyin Çelebi. Les prévenus sont accusés de racket, de « kidnapping » et d'« activités terroristes ». Emprisonné, il est libéré en 1994, en même temps que Duran Kalkan,.
Après sa libération, il est renvoyé au Kurdistan. En 1996, il est nommé commandant en chef du quartier général de l'ARGK (Armée de libération du peuple du Kurdistan), basé au Kurdistan irakien, à proximité de la frontière. Mais fin 1997, il est à nouveau envoyé en Europe, comme coordinateur du travail politique.
Après l'arrestation d'Abdullah Öcalan le 15 février 1999, il est rappelé au Kurdistan et devient l'un des membres du Conseil présidentiel.
Le 18 novembre 2021, il est tué par l'armée turque au Kurdistan irakien, lors d'une opération transfrontalière.[réf. souhaitée]